# Jalebi
Jalebi (hindi जलेबी, urdu ‏جلیبی‎) – potrawa kuchni subkontynentu indyjskiego, popularna także w innych krajach Azji Południowej, Bliskiego Wschodu i Afryki Wschodniej. Współcześnie sprzedawana jest często w tych krajach jako danie street food.
Jalebi przygotowywane jest poprzez smażenie w głębokim tłuszczu ciasta wykonanego z mąki pszennej typu Maida, które w trakcie wlewania do wrzącego oleju formawana jest w kształt przypominający precel. Usmażona potrawa jest następnie podawana z syropem cukrowym, twarogiem lub z innymi, zazwyczaj słodkimi dodatkami.